# Aydın Yılmaz
Pour les articles homonymes, voir Aydın et Yılmaz.
Aydın Yılmaz est un footballeur international turc né le 29 janvier 1988 à Bakırköy. Il évolue au poste de milieu offensif à gauche ou au centre.

## Carrière nationale
Aydın Yılmaz est formé au club de Galatasaray SK.
- Le 23 décembre 2002 à l'âge de 14 ans, il signe son premier contrat professionnel au club de Galatasaray SK.
- Le 23 avril 2004 il jouera son premier match avec l'équipe junior de Galatasaray PAF en déplacement contre Malatyaspor PAF : défaite 2-0.
- Le 15 mai 2004 il marquera son premier but avec l'équipe junior de Galatasaray PAF à domicile contre Elazigspor PAF : victoire écrasante 9-0.
- Le 22 janvier 2006 il sera remplaçant dans l'équipe première de Galatasaray SK en déplacement contre Konyaspor, où il fera son entrée à la 84e minute et marquera le but de la victoire de son équipe à la 90e minute 1-0.
- Le 30 juillet 2006 il jouera le match de Supercoupe de Turquie contre le club de Besiktas JK: défaite 1-0.
- Le 3 septembre 2007 il sera prêté au club de Vestel Manisaspor jusqu'au 6 janvier 2008 où il ne jouera à aucun match en première division turque du fait d'une blessure.
- Le 7 janvier 2008 il sera prêté au club de İstanbul Büyükşehir Belediyespor jusqu'au 31 mai 2008 où il réalisera de très bonnes prestations.
- Pour la saison 2008-2009 il réintègre l'équipe première de Galatasaray SK où il prolongera son contrat jusqu'en 2013.
- Le 5 décembre 2012 il marque un but contre le SC Braga en Ligue des champions ce qui permet à son équipe de gagner 2 à 1.

Pour la saison 2008-2009 il réintègre l'équipe première de Galatasaray SK où il prolongera son contrat jusqu'en 2013.

## Carrière internationale
Le 19 juin 2003 il sera sélectionné pour la première fois avec la Turquie -16 ans pour y affronter l'équipe de Russie -16 ans à l'extérieur, victoire 2-0.
Le 16 août 2004 il sera sélectionné pour la première fois avec la Turquie -17 ans pour y affronter l'équipe de Roumanie -17 ans à l'extérieur, victoire 3-0. Le 27 janvier 2005 il marquera son premier but international avec la Turquie -17 ans contre l'Ukraine -17 ans, victoire 2-0 à domicile.
Le 11 août 2005 il est sélectionné pour la première fois avec la Turquie -18 ans pour y affronter l'équipe de Belgique -18 ans, match nul 1-1 à l'extérieur.
Le 19 mai 2006 il est sélectionné pour la première fois avec la Turquie -19 ans pour y affronter l'équipe de Géorgie -19 ans, victoire écrasante 6-0 à l'extérieur. C'est aussi dans ce match qu'il marque son premier but avec la Turquie -19 ans.

## Palmarès
Sélection nationale
- Vainqueur de l'Euro -17 ans en 2005.
- Demi-finaliste et quatrième de la Coupe du monde -17 ans en 2005.
- Participation a l'Euro -19 ans en 2006.

Galatasaray SK
- Champion de Turquie en 2006,2008,2012, 2013 et 2015.
- Coupe de Turquie en 2005
- Supercoupe de Turquie en 2008, 2012 et 2013